# Langues au Rwanda
Le kinyarwanda, l'anglais, le français et le swahili sont les langues officielles du Rwanda.
Une enquête sociolinguistique réalisée en 1992 plaçait le français en tête (94,5 %) parmi les langues étrangères à apprendre en priorité, contre 66 % pour l'anglais, 57,5 % pour le swahili et 15,4 % pour l'allemand.
Le français, ainsi que le kinyarwanda, étaient les langues officielles du Rwanda depuis la présence belge au début du XXe siècle. Le président Juvénal Habyarimana avait d'abord supprimé l'enseignement du français dans les écoles primaires, mais il fut rétabli après le génocide des Tutsi par le gouvernement d'union nationale. Néanmoins, les relations tendues entre le nouveau gouvernement et la France depuis le génocide de 1994, le retour de près de 750 000 Tutsis anglophones qui ont grandi en Ouganda (anglophone) ainsi que l'alignement du pays avec les États-Unis, amènent le gouvernement à vouloir remplacer le français par l'anglais,. Ce dernier est devenu langue officielle en 2003 aux côtés du kinyarwanda et du français qui l'étaient déjà. En 2010, l'anglais est devenu seule langue d'enseignement public en remplacement du français et ne cesse de progresser au sein de la population et de l'administration,,.

## Rwanda

### Recensement de 2012
| Rang | Langue                                  | %         |
| ---- | --------------------------------------- | --------- |
| 1    | Kinyarwanda (total)                     |           |
| 2    | Anglais (total)                         | 14,7 %    |
| 3    | Français (total)                        | 11,4 %    |
|      | Kinyarwanda seul                        | 48,8 %    |
|      | Anglais seul                            | 0,1 %     |
|      | Français seul                           | 0,1 %     |
|      | Kinyarwanda & Anglais                   | 6,5 %     |
|      | Kinyarwanda & Français                  | 3,1 %     |
|      | Anglais & Français                      | 0,1 %     |
|      | Kinyarwanda & Anglais & Français        | 5,8 %     |
|      | Kinyarwanda et autre                    | 0,8 %     |
|      | Français et autre                       | 0,1 %     |
|      | Kinyarwanda, Français et autre          | 0,6 %     |
|      | Anglais et autre                        | 0,2 %     |
|      | Kinyarwanda, Anglais et autre           | 0,4 %     |
|      | Anglais, Français et autre              | 0,0 %     |
|      | Kinyarwanda, Anglais, Français et autre | 1,6 %     |
|      | Autre                                   | 0,1 %     |
|      | Analphabète                             | 29,4 %    |
|      | Non déclaré                             | 2,3 %     |
|      | Individus 15+                           | 6 187 890 |

### Recensement de 2002
| Langue                       | %        | Nombre    |
| ---------------------------- | -------- | --------- |
| Kinyarwanda                  | 99,38 %  | 7 914 211 |
| Kinyarwanda uniquement       | 93,18 %  | 7 420 785 |
| Français                     | 3,87 %   | 307 819   |
| Français uniquement          | 0,04 %   | 3 032     |
| Swahili                      | 2,97 %   | 236 624   |
| Swahili uniquement           | 0,06 %   | 4 709     |
| Anglais                      | 1,95 %   | 155 624   |
| Anglais uniquement           | 0,06 %   | 4 930     |
| Autres langues               | 0,97 %   | 77 051    |
| Autres langues uniquement    | 0,03%    | 2 342     |
| Non renseigné                | 0,31 %   | 24 946    |
| Muet                         | 0,01 %   | 838       |
| Total (sans doubles comptes) | 100,00 % | 7 963 809 |

### Kinyarwanda
Le kinyarwanda est l'une des trois langues officielles du Rwanda et est la langue essentiellement parlée par l'ensemble de la population.

En 2002, le kinyarwanda est la langue la plus parlée du pays : 99,38 % des Rwandais la parlent.

En 2012, selon le 4e Recensement Général de la Population et de l'Habitat (RGPH4), 67,7 % de la population résidente de 15 ans et plus du pays est alphabétisée en kinyarwanda, ce qui en fait de loin la 1re langue d'alphabétisation du pays.

### Anglais
L'anglais est depuis 2003 l'une des trois langues officielles du Rwanda et a remplacé en 2010 le français dans son rôle de langue de scolarisation.

En 2002, l'anglais est la 4e langue la plus parlée du pays : 1,95 % des Rwandais la parlent.

En 2012, selon le 4e Recensement Général de la Population et de l'Habitat (RGPH4), 14,7 % de la population résidente de 15 ans et plus du pays est alphabétisée en anglais, ce qui en fait la 2e langue d'alphabétisation du pays après le kinyarwanda.

### Français
Le français est l'une des trois langues officielles du Rwanda. Il remplissait jusqu'à 2010 le rôle de langue de scolarisation avant d'être remplacé par l'anglais.

En 2002, le français est la 2e langue la plus parlée du pays après le kinyarwanda : 3,87 % des Rwandais la parlent.

En 2012, selon le 4e Recensement général de la population et de l'habitat (RGPH4), 11,4 % de la population résidente de 15 ans et plus du pays est alphabétisée en français, ce qui en fait la 3e langue d'alphabétisation du pays après le kinyarwanda et l'anglais.

En 2014, selon l'Organisation internationale de la francophonie (OIF), 6 % des Rwandais sont francophones.

En décembre 2014, les nouveaux billets de franc rwandais ne sont plus qu'émis en anglais et en kinyarwanda. Le français a disparu.

### Swahili
En 2002, le swahili est la 3e langue la plus parlée du pays devant l'anglais : 2,97 % des Rwandais la parlent.

Ce sont quelques communautés swahiliphones parlant le kinyarwanda comme seconde langue.
De nombreux Rwandais revenus d'exil parlent aussi le swahili.
Le 8 février 2017, l'Assemblée nationale rwandaise adopte une loi faisant du swahili la quatrième langue officielle au Rwanda.

## Kigali

### Recensement de 2012
| Rang | Langue                                  | Pourcentage |
| ---- | --------------------------------------- | ----------- |
| 1    | Kinyarwanda (total)                     | 83,4 %      |
| 2    | Anglais (total)                         | 29,0 %      |
| 3    | Français (total)                        | 26,7 %      |
|      | Kinyarwanda seul                        | 45,4 %      |
|      | Anglais seul                            | 0,2 %       |
|      | Français seul                           | 0,1 %       |
|      | Kinyarwanda & Anglais                   | 7,4 %       |
|      | Kinyarwanda & Français                  | 5,2 %       |
|      | Anglais & Français                      | 0,2 %       |
|      | Kinyarwanda & Anglais & Français        | 12,7 %      |
|      | Kinyarwanda et autre                    | 2,7 %       |
|      | Français et autre                       | 0,3 %       |
|      | Kinyarwanda, Français et autre          | 2,2 %       |
|      | Anglais et autre                        | 0,6 %       |
|      | Kinyarwanda, Anglais et autre           | 1,9 %       |
|      | Anglais, Français et autre              | 0,1 %       |
|      | Kinyarwanda, Anglais, Français et autre | 5,9 %       |
|      | Autre                                   | 0,2 %       |
|      | Analphabète                             | 11,7 %      |
|      | Non déclaré                             | 3,1 %       |

### Recensement de 2002
| Langue                       | %       |
| ---------------------------- | ------- |
| Kinyarwanda                  | 97,7 %  |
| Français                     | 17,7 %  |
| Swahili                      | 16,0 %  |
| Anglais                      | 9,2 %   |
| Total (sans doubles comptes) | 100,0 % |

### Kinyarwanda
Le kinyarwanda est l'une des trois langues officielles du Rwanda et est la langue essentiellement parlée par l'ensemble de la population.

En 2002, le kinyarwanda est la langue la plus parlée à Kigali : 97,7 % des Kigaliens la parlent.

En 2012, selon le 4e Recensement Général de la Population et de l'Habitat (RGPH4), 86,1 % de la population résidente de 15 ans et plus de Kigali sait lire et écrire le kinyarwanda, ce qui en fait de loin la 1re langue d'alphabétisation de la ville.

### Anglais
L'anglais est depuis 2003 l'une des trois langues officielles du Rwanda et a remplacé en 2010 le français dans son rôle de langue de scolarisation.

En 2002, l'anglais est la 4e langue la plus parlée à Kigali après le kinyarwanda, le français et le swahili : 9,2 % des Kigaliens la parlent.

En 2012, selon le 4e Recensement Général de la Population et de l'Habitat (RGPH4), 29,9 % de la population résidente de 15 ans et plus de Kigali sait lire et écrire l'anglais, ce qui en fait la 2e langue d'alphabétisation de la ville après le kinyarwanda.

### Français
Le français est l'une des trois langues officielles du Rwanda. Il remplissait jusqu'à 2010 le rôle de langue de scolarisation avant d'être remplacé par l'anglais.

En 2002, le français est la 2e langue la plus parlée à Kigali après le kinyarwanda : 17,7 % des Kigaliens la parlent.

En 2012, selon le 4e Recensement Général de la Population et de l'Habitat (RGPH4), 27,6 % de la population résidente de 15 ans et plus de Kigali sait lire et écrire le français, ce qui en fait la 3e langue d'alphabétisation de la ville après le kinyarwanda et l'anglais.

En 2014, selon l'Organisation internationale de la francophonie (OIF), 47,6 % des habitants de Kigali de 15 ans et plus savent lire et écrire le français tandis que 46,6 % savent le parler et le comprendre.

### Swahili
En 2002, le swahili est la 3e langue la plus parlée à Kigali après le kinyarwanda et le français : 16 % des Kigaliens la parlent.